# Komunikacja miejska w Luboniu
Komunikacja miejska w Luboniu – jeden z najmłodszych systemów komunikacji miejskiej w kraju – funkcjonuje od 1991 roku. Komunikacja opiera się na transporcie autobusowym, którego operatorami jest Translub, PUK Komorniki i MPK Poznań. Z dniem 1 października 2011 roku nastąpiła jej integracja z aglomeracją poznańską, w związku z tym organizatorem przewozów został Zarząd Transportu Miejskiego w Poznaniu.

## Pętle autobusowe na terenie Lubonia
- Luboń Żabikowo
- Luboń Kręta

W pobliżu miasta znajduje się również pętla Łęczyca Dworcowa, która zastąpiła zlikwidowaną podczas budowy wiaduktu nad linią kolejową nr 271 pętlę Luboń Lasek.

## Linie[2]
| Linia         | Trasa | Przewoźnik     |
| Linie dzienne | Linie dzienne | Linie dzienne  |
| ------------- | --- | -------------- |
| 602           | DĘBIEC PKM (mała pętla) – 28 Czerwca 1956 r. – Luboń/Armii Poznań – Łęczyca/Poznańska – ŁĘCZYCA/DWORCOWA (wybrane kursy: DĘBIEC PKM – ... – Luboń/Armii Poznań – Luboń/Romana Maya – Luboń/Park Przemysłowy – Luboń/Romana Maya – Luboń/Armii Poznań – ... – ŁĘCZYCA/DWORCOWA) | Translub Luboń |
| 603           | GARBARY PKM – Garbary – Strzelecka – Droga Dębińska – Piastowska – Dolna Wilda – Czechosłowacka – Łozowa – 28 Czerwca 1956 r. – Luboń/Armii Poznań – Łęczyca/Poznańska – ŁĘCZYCA/DWORCOWA (powrót: ŁĘCZYCA/DWORCOWA – ... – Droga Dębińska – Strzelecka – Garbary – Kazimierza Wielkiego – Mostowa – Wielka – Garbary – GARBARY PKM) | Translub Luboń |
| 610           | DĘBIEC PKM (mała pętla) – 28 Czerwca 1956 r. – Luboń/Armii Poznań – Luboń/Dębiecka – Luboń/Aleksandra Puszkina – Luboń/Żabikowska – Luboń/Powstańców Wielkopolskich – Luboń/Księdza Streicha – Luboń/Dworcowa – Luboń/Fabryczna – Luboń/Jana III Sobieskiego – Luboń/Żabikowska – Luboń/Wojska Polskiego – Luboń/Romualda Traugutta – Luboń/11 Listopada – Luboń/Józefa Poniatowskiego – Luboń/Tadeusza Kościuszki – Kotowo – Wandy Modlibowskiej – Mieleszyńska – Głogowska (droga serwisowa) – Głogowska – Wiadukt Kosynierów Górczyńskich – Głogowska – Piotra Ściegiennego – Zgoda – GÓRCZYN PKM (powrót: GÓRCZYN – ... – Głogowska (droga serwisowa) – Fabianowo – Barbary Lerczakówny – Kowalewicka – Nowe Kotowo – Wandy Modlibowskiej – ... – DĘBIEC PKM (mała pętla)) | Translub Luboń |
| 611           | DĘBIEC PKM – Opolska – Luboń/Żabikowska – Luboń/11 Listopada – Luboń/Tadeusza Kościuszki – Luboń/Józefa Poniatowskiego – LUBOŃ/ŻABIKOWO (wybrane kursy: DĘBIEC PKM – ... – Luboń/Józefa Poniatowskiego – przyst. Luboń/Żabikowo – Luboń/11 Listopada – Luboń/Klonowa – Luboń/Cmentarna – Opłotki – Rondo Antoniego Wojewody – SYCOWSKA CENTRUM HANDLOWE) | Translub Luboń |
| 614           | GÓRCZYN PKM – Zgoda – Piotra Ściegiennego – Głogowska – Wiadukt Kosynierów Górczyńskich – Rakoniewicka – Czechosłowacka – Górecka – Jesionowa – Opolska – pętla Dębiec – Opolska – Luboń/Żabikowska – Luboń/Powstańców Wielkopolskich – Luboń/Księdza Streicha – Luboń/Augusta Cieszkowskiego – Luboń/Stefana Okrzei – Luboń/Kazimierza Pułaskiego – Luboń/Rondo Poznańskiego Czerwca 1956 – Luboń/Aleja Jana Pawła II – Luboń/Wschodnia – Luboń/Jana III Sobieskiego – Luboń/Kwiatowa – Luboń/Polna – Luboń/Kręta – LUBOŃ/KRĘTA | Translub Luboń |
| 616           | GÓRCZYN PKM – Zgoda – Ściegiennego – Głogowska – Wiadukt Kosynierów Górczyńskich – Głogowska – Głogowska (droga serwisowa) – Fabianowo – Barbary Lerczakówny – Kowalewicka – Nowe Kotowo – Wandy Modlibowskiej – Kotowo – Luboń/Tadeusza Kościuszki – Luboń/Józefa Poniatowskiego – LUBOŃ/ŻABIKOWO (powrót: LUBOŃ/ŻABIKOWO – ... – Kotowo – Wandy Modlibowskiej – Mieleszyńska – Głogowska (droga serwisowa) – Głogowska – ... – GÓRCZYN PKM) Kursuje tylko w dni robocze w godzinach szczytu | Translub Luboń |
| 651           | DĘBIEC PKM – 28 Czerwca 1956 r. – Luboń/Armii Poznań – Łęczyca/Poznańska – Puszczykowo/Poznańska – Puszczykowo/Rondo księdza Kazimierza Pielatowskiego – Puszczykowo/Poznańska – Puszczykowo/Rondo Franciszka Heigelmanna – Puszczykowo/Piaskowa – Puszczykowo/Karola Libelta – Puszczykowo/Jana Kasprowicza – Puszczykowo/Dworcowa – Puszczykowo/Nadwarciańska – Puszczykowo/Józefa Ignacego Kraszewskiego – PUSZCZYKOWO/NIWKA SZPITAL – Puszczykowo/Józefa Ignacego Kraszewskiego – Puszczykowo/Nadwarciańska – Puszczykowo/Piotra Mocka – Mosina/Piotra Mocka – Mosina/Rzeczypospolitej Mosińskiej – Mosina/Józefa Poniatowskiego – Mosina/Szosa Poznańska – Mosina/Rondo Budzyń – Mosina/Mostowa – Mosina/Wawrzyniaka – Mosina/Dworcowa – MOSINA/DWORZEC KOLEJOWY (wybrane kursy: skrócone do przystanku PUSZCZYKOWO/NIWKA SZPITAL) (wybrane kursy: DĘBIEC PKM – 28 Czerwca 1956 r. – Luboń/Armii Poznań – Luboń/Romana Maya – Luboń/Park Przemysłowy – Luboń/Romana Maya – Luboń/Armii Poznań – ... – MOSINA/DWORZEC KOLEJOWY) | Translub Luboń |
| 690           | LUBOŃ/ŻABIKOWO – Luboń/Józefa Poniatowskiego – Luboń/Tadeusza Kościuszki – Luboń/11 Listopada – Luboń/Żabikowska – Luboń/Wschodnia – Luboń/Aleja Jana Pawła II – Luboń/Rono Poznańskiego Czerwca 1956 – Luboń/Kazimierza Pułaskiego – Luboń/Stefana Okrzei – Luboń/Kościelna – Luboń/Księdza Streicha – Luboń/Powstańców Wielkopolskich – Luboń/Jana Henryka Dąbrowskiego – Luboń/3 Maja – Luboń/Armii Poznań – Łęczyca/Poznańska – ŁĘCZYCA/DWORCOWA (wybrane kursy: ŁĘCZYCA/DWORCOWA – ... – Luboń/Józefa Poniatowskiego – LUBOŃ/ŻABIKOWO – Luboń/11 Listopada – Luboń/Klonowa – Luboń/Cmentarna – Opłotki – Rondo Antoniego Wojewody – SYCOWSKA CENTRUM HANDLOWE) Kursuje tylko w dni robocze | Translub Luboń |
| 701           | GÓRCZYN PKM – Zgoda – Piotra Ściegiennego – Głogowska – Wiadukt Kosynierów Górczyńskich – Rakoniewicka – Czechosłowacka – Górecka – Jesionowa – Opolska – pętla Dębiec – Opolska – Luboń/Żabikowska – Luboń/Jana III Sobieskiego – Luboń/Kręta – Wiry/Laskowska – Wiry/Łęczycka – Wiry/Komornicka – Komorniki/Komornicka – Komorniki/Rondo Biskupa Jordana – Komorniki/Komornicka – Komorniki/Nizinna – Komorniki/Poznańska – Komorniki/Jeziorna – Komorniki/Zakładowa – KOMORNIKI/JEZIORNA (powrót: KOMORNIKI/JEZIORNA – Komorniki/Jeziorna – Komorniki/Poznańska – ... – GÓRCZYN PKM) (wybrane kursy: GÓRCZYN PKM – ... – KOMORNIKI/JEZIORNA – Komorniki/Jeziorna – KOMORNIKI/OS. KOMPOZYTORÓW) | PUK Komorniki  |
| 702           | GÓRCZYN PKM – Zgoda – Piotra Ściegiennego – Głogowska – Wiadukt Kosynierów Górczyńskich – Głogowska – Głogowska (droga serwisowa) – Fabianowo – Barbary Lerczakówny – Kowalewicka – Nowe Kotowo – Wandy Modlibowskiej – Kotowo – Luboń/Tadeusza Kościuszki – Luboń/Józefa Poniatowskiego – Luboń/11 Listopada – Komorniki/Żabikowska – Komorniki/Rondo Biskupa Jordana – Komorniki/Komornicka – Komorniki/Nizinna – Komorniki/Poznańska – Komorniki/Zakładowa – Komorniki/Młyńska – Komorniki/Sadowa – KOMORNIKI/OS. ZIELONE WZGÓRZE (powrót: KOMORNIKI/OS. ZIELONE WZGÓRZE – ... – Kotowo – Wandy Modlibowskiej – Głogowska (droga serwisowa) – Głogowska – ... – GÓRCZYN PKM) (wybrane kursy: GÓRCZYN PKM – ... – Głogowska (droga serwisowa) – Fabianowo – Wołczyńska – Wołowska – Wołczyńska – Fabianowo – Barbary Lerczakówny – ... – KOMORNIKI/OS. ZIELONE WZGÓRZE) | PUK Komorniki  |
| Linie nocne   | |                |
| 215           | OS. SOBIESKIEGO – … – 28 Czerwca 1956 r. – Luboń/Armii Poznań – Luboń/Dębiecka – Luboń/Niepodległości – Luboń/Powstańców Wielkopolskich – Luboń/Żabikowska – Luboń/11 Listopada – Luboń/Tadeusza Kościuszki – Luboń/Józefa Poniatowskiego – Luboń/11 Listopada – Luboń/Romualda Traugutta – Luboń/Wojska Polskiego – Luboń/Żabikowska – Luboń/Jana III Sobieskiego – Luboń/Kręta – LUBOŃ KRĘTA (wybrane kursy: OS. SOBIESKIEGO – … – Luboń/Jana III Sobieskiego – Luboń/Kręta – Luboń/Laskowska – Wiry/Laskowska – Wiry/Łęczycka – Wiry/Komornicka – Wiry/Poznańska – Wiry/Polna – Wiry/Komornicka – WIRY/KOŚCIÓŁ) | MPK Poznań     |
| 250           | GÓRCZYN PKM – Zgoda – Piotra Ściegiennego – Głogowska – Wiadukt Kosynierów Górczyńskich – Głogowska – Głogowska (droga serwisowa) – Barbary Lerczakówny – Kowalewicka – Wandy Modlibowskiej – Kotowo – Luboń/Tadeusza Kościuszki – Luboń/Józefa Poniatowskiego – Luboń/11 Listopada – Komorniki/Żabikowska – Komorniki/Rondo Biskupa Jordana – Komorniki/Komornicka – Komorniki/Nizinna – Komorniki/Poznańska – Szreniawa – Rosnówko/Poznańska – Rosnówko/1 Maja – Rosnówko/Bukowa – Walerianowo/Bukowa – Rosnowo/Bukowa – Rosnowo/Sadowa – Chomęcice/Poznańska – Konarzewo/Poznańska – Konarzewo/Kościelna – Konarzewo/Pętla – Konarzewo/Poznańska – Chomęcice/Poznańska – Chomęcice/Głuchowska – Głuchowo/Stawna – GŁUCHOWO/STAWNA | PUK Komorniki  |

## Bilety
Na wszystkich liniach obowiązują bilety ZTM Poznań. Luboń znajduje się w strefie taryfowej B.